# Фрідріх Альберт Цорн

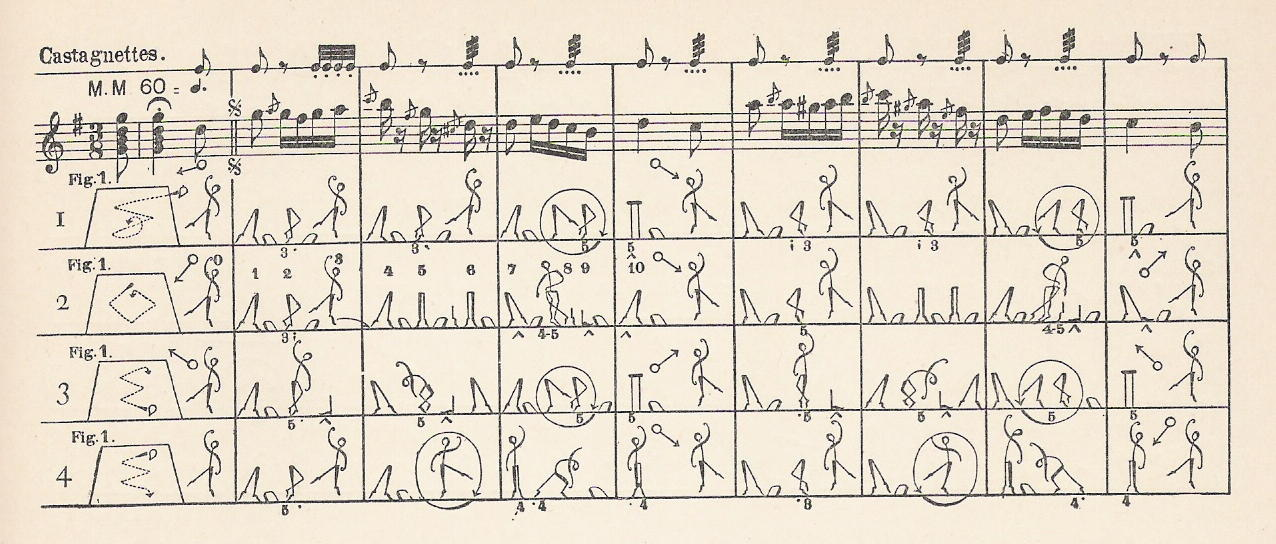
Фрідріх Альберт Цорн. Качуча

Фрідріх Альберт Цорн (нім. Friedrich Albert Zorn; 3 квітня 1816, Кемптен — 1 січня 1895, Одеса) — німецький танцівник, хореограф і теоретик танцю. Член Берлінської академії танцювального мистецтва, Товариства вчителів танців у Берліні, Товариства вчителів танців у Канаді. 

## Життєпис
Танцювальне мистецтво опановував у Кенігсберзі та Лейпцигу. У 19 років він викладав танці в Дрездені та Осло.
Від 1839 року в Одесі, де 1840 року в Рішельєвській гімназії розпочинає викладати танці, гімнастику та плавання. Водночас працював ще в чотирьох одеських гімназіях, мав приватні уроки. Згодом відкрив приватну танцювальну школу, яка розташовувалася на вулиці Поліцейській, 12.
1887 року в Лейпцигу видав «Граматику танцювального мистецтва», в якій описав систему танцювальної нотації, натхненну системою Артура Сен-Леона. На основі багаторічних досліджень і дискусій з Полем Тальоні та Сен-Леоном, теорії Цорна були підхоплені кількома німецькими учнями, а його праця була перекладена англійською мовою в 1905 році.
Цорн описує, зокрема, гавот Огюста Вестріса, а також качучу, яку в 1836 році танцювала Фанні Ельслер і Жан Кораллі в балеті «Кульгавий біс».